# اینجا (ترانه السسیا کارا)
«اینجا» تک‌آهنگی از هنرمند اهل کانادا آلیسیا کارا است که در سال ۲۰۱۵ میلادی منتشر شد.